# بخش پلین (شهرستان وود، اوهایو)
بخش پلین (به انگلیسی: Plain Township) یک منطقهٔ مسکونی در ایالات متحده آمریکا است که در شهرستان وود، اوهایو واقع شده‌است.
 بخش پلین ۶۵٫۹ کیلومتر مربع مساحت و ۱٬۶۶۳ نفر جمعیت دارد و ۲۰۶ متر بالاتر از سطح دریا واقع شده‌است.